# サムパッタウォン区
サムパッタウォン区（サムパッタウォンく、タイ語: เขตสัมพันธวงศ์）は、タイ王国バンコク都の行政区の一つ。
この行政区は、時計回りに、ポーンプラープ区、バーンラック区、クローンサーン区、プラナコーン区の4つの行政区に接している。チャオプラヤー川に面している。

## 歴史
このエリアは古くから中国系タイ人のエリアである。中国系タイ人は当初はプラナコーン区に住んでいたが、首都となった時に移住してきた。サムパッタウォン通りはヤワラー通りができる1892年まで、この地区のメインストリートであった。